# Saint-Jean-de-Maruéjols-et-Avéjan
Saint-Jean-de-Maruéjols-et-Avéjan é uma comuna francesa na região administrativa de Occitânia, no departamento de Gard. Estende-se por uma área de 17,3 km². Em 2010 a comuna tinha 897 habitantes (densidade: 51,8 hab./km²).